# 千葉大学教育学部附属小学校
千葉大学教育学部附属小学校（ちばだいがくきょういくがくぶふぞくしょうがっこう）は、千葉県千葉市稲毛区弥生町にある国立大学千葉大学教育学部の附属小学校。略称は千葉附（ちばふ）、附小（ふしょう）、附属小（ふぞくしょう）。千葉大学西千葉キャンパス内にある。

## 概要
統合から50年以上の歴史を有する伝統校。
もとは、第一小学校と第二小学校があった。
ノーチャイム制が実施されており制服は無い。附小コロッケという名物が存在する。
2学期制をとっており、平成25年度からクラス替えは毎年行われていたが、現在は昔と同じように3年生・5年生でクラス替えになっている。
近年改修されたことによって全教室に冷暖房が付いた。

## 学級編成
クラスは1組から3組まで計3クラスあり、一学年約120人である。しかし文科省の勧告にしたがい平成24年度入学児童より学年定員105人となった。男女比率は1:1になるよう調節されている。
但し4年次からは帰国学級が増えるため計4クラスとなる。また、帰国学級の男女比率は決まっていない。
元々は4クラス編成だったが、国立大学法人化による人件費削減のため3クラス編成になり，文科省による35人学級の勧告にしたがい平成24年度の第1学年より35人が1クラスの定員となった。

## 学業
週5日制を採っている。時間割の編成は一般的なものとは大きく異なり1日をABCの3ブロックと休み時間とに分け、20分を1単位としてその組み合わせにより授業時間を20分・40分・60分・80分・家庭科の調理実習などは100分とするモジュール形式を取っている。
20分授業は漢字・計算等の基礎学力の反復の時間にあて、60分・80分授業は理科・図工・総合等の活動時間を多く取るものにあてられている。
英語の授業は1年生時から行われ、英語は週1回実施されて外国人講師1人と教諭が担当する。ただし，4年生までの英語学習の時間は20分，5年生以上は40分となっている。1クラス全員が使える量のパソコンが1クラスずつに支給されている
附属中学に進学せず都内の中高一貫私立や渋幕・東邦等への進学を目指す児童はSAPIXや四谷大塚等のより高度な進学塾にも通う。

## 進路
8割以上の児童はそのまま附属中学へと進学する。
かつては附属中学に進学するには内部試験に合格しなければならなかったが、現在では無試験で全員が附属中学に進学出来る。
ただし、外部の学校を受験する児童については附属中学に進学する資格を失う事になる。

## 沿革
- 1872年（明治5年） 印旛官員共立学校を創設。 当初は流山村常与寺内に、後に光明寺内に移転。国府台への移転を予定し鴻の台小学校と改称。
- 1873年（明治6年） 8月、鴻の台小学校を千葉本町正妙寺に移し千葉小学校と称する。
- 1874年（明治7年） 5月15日 千葉小学校を改めて千葉師範学校と称し、千葉寺を児童寄宿舎にあてる。この日を創立記念日とする。
- 1876年（明治9年） 3月 千葉町都川の畔字西谷に附属小学校の新築を計画。
- 1876年（明治9年） 7月 建物落成。
- 1876年（明治9年） 9月 火災のため､ 師範学校のうち附属小学校を残し校舎､ 寄宿舎を全焼。
- 1877年（明治10年）3月 師範学校の再築校舎が落成し移転。
- 1877年（明治10年）4月 附属小学校も同地に移転。
- 1877年（明治10年）9月 千葉女子師範学校創設。
- 1884年（明治17年）6月 千葉女子師範学校廃止により千葉師範学校に女学部を設置。
- 1886年（明治19年）10月 師範学校令により千葉県尋常師範学校と改称。男子部と女子部を設置。
- 1898年（明治31年）4月 千葉県師範学校附属小学校と改称。
- 1904年（明治37年）4月 女子部を千葉県女子師範学校として分離。
- 1923年（大正12年）9月1日 関東大震災で、附属小学校校舎その他附属建物大損害を受ける。
- 1941年（昭和16年）4月 国民学校令の発令により、附属小学校を附属国民学校と改称。
- 1943年（昭和18年）4月 千葉県師範学校と千葉県女子師範学校が合併し､ 国立に移管､ 千葉師範学校と改称。それに伴い附属小学校も千葉師範学校附属小学校と改称。
- 1947年（昭和22年）4月 学制改革により、六三制実施。従来の高等科が独立し、千葉師範学校男子部、女子部に附属中学校が設立される。
  - 千葉師範学校男子部附属小学校及び女子部附属小学校と改称。
- 1949年（昭和24年）5月31日 新制千葉大学発足により千葉師範学校が千葉青年師範学校と共に学芸学部の母体として包括されたため千葉大学千葉師範学校男子部附属小学校及び女子部附属小学校となる。
- 1950年（昭和25年）4月 文部省令により千葉大学教育学部附属第一小学校、附属第二小学校と改称。
- 1966年（昭和41年）4月18日 千葉大学教育学部附属第一小学校（旧千葉師範学校男子部附属小学校・現在の千葉市亥鼻に在）と千葉大学教育学部附属第二小学校（旧千葉師範学校女子部附属小学校・現在の四街道市に在）が統合、西千葉弥生町に移転。それに伴い、千葉大学教育学部附属小学校と改称。
  - 4月24日 PTA発足。
  - 11月3日 校歌制定。
- 1967年（昭和42年）5月20日 特殊学級校舎竣工。
  - 6月 「教育の過程における創造性の追求」を研究主題に統合後第１回の公開研究会を開催する。
- 1968年（昭和43年）4月 学級増。
- 1969年（昭和44年）5月28日 新校舎（南校舎）竣工。冷暖房完備。（現・1、2学年教室）
- 1971年（昭和46年）9月25日 NHK全国学校音楽コンクールに初参加、千葉県優秀校になる。
- 1972年（昭和47年）2月3日 校旗制定。スクール・カラーは群青色と決まる。
- 1973年（昭和48年）11月 附属小学校創立100周年記念式典を行う。（一小・二小時代を含める。）記念音楽祭、祝賀会を行う。
  - 4月6日 特殊学級が千葉大学教育学部附属養護学校として独立。長沼町に移転する。
- 1976年（昭和51年）11月 統合10周年記念式典を行う。
- 1980年（昭和55年）4月 海外帰国子女学級増設(1学級・定員15名)。
- 1983年（昭和58年）4月 低学年教育の実践により、ノーチャイム制施行。
- 1985年（昭和60年） 6月19日 帰国棟竣工。給食室改修竣工。北校舎廊下新築供用開始。記念式典を行う。
- 1986年（昭和61年）10月 統合20周年記念式典を行う。
- 1996年（平成8年） 10月 統合30周年記念式典を行う。
- 2001年（平成13年）10月 統合35周年記念式典を行う。
- 2004年（平成16年）4月　国立大学法人千葉大学教育学部附属小学校と改称。
- 2004年（平成16年）4月～2009年（平成21年）4月 学級減（4学級→3学級）
- 2006年（平成18年）北校舎の全面改修と共に、耐震補強改修。
- 2007年（平成19年）8月 中央校舎、体育館耐震改修工事。2008年3月完成。
- 2011年（平成23年）4月 統合45周年記念式典を行う。
- 2013年（平成25年）全学年学級編成替え実施。プール改修。公開研究会6月実施。

## 歴代校長
- 初代校長 ： 市原権三郎
- 二代校長 ： 四宮晟
- 三代校長 ： 島田良吉
- 四代校長 ： 多湖輝
- 五代校長 ： 中嶋尚
- 六代校長 ： 山本敬
- 七代校長 ： 白井哲之
- 八代校長 ： 貫井正納
- 九代校長 ： 山崎良雄
- 十代校長 ： 岩垣攝
- 十一代校長： 金本正武
- 十二代校長： 竹内裕一
- 十三代校長：片岡洋子
- 十四代校長：鈴木隆司

## 校歌
- 作詞：吉村比呂詩
- 作曲：松本民之助

校歌の歌詞では、
- ハクモクレン
- 富士山

が歌われている。ハクモクレンは、校庭に植えられており、本校のシンボルツリーでもある。また、文集の題名にもなっている。「富士が見える」という歌詞であるが、開校当時は校内から眼下に望むことが出来た。

## 校章
かつてこの地に麻がよく繁殖したことに由来し、「麻は荒地にもよく堪えて生き、しなやかな茎は天空を指してスクスクと伸びつづけ、その繊維はこの上もなく強靱である。」という麻の葉の意匠によって千葉の土地と、附属学校生徒・児童の成長への理想を象徴したものである。

## 年間行事
- 4月 - 入学式、統合記念式典
- 5月 - 運動会、1年生歓迎集会
- 6月 - 公開研究会
- 7月 - 七夕集会（１・２年のみ）
- 8月 - 夏休み
- 9月 - 5年生林間学校、6年生修学旅行
- 10月 - 4年生林間学校、
- 11月 -
- 12月 - 5年生社会科見学、文化祭
- 1月 - もちつき大会（１・２年のみ）、千葉市球技大会
- 2月 - 6年生を送る会
- 3月 - 縄跳び集会、卒業式

そして1ヶ月に一度クラブ・委員会活動がある。

## 所在地
- 千葉県千葉市稲毛区弥生町1-33

## 最寄りの交通機関
- JR東日本 総武本線 - 西千葉駅
- 京成電鉄 京成千葉線 - みどり台駅

西千葉駅から千葉大学の最寄り門は南門が一番近いのであるが、附属小学校へ通う児童は大学の敷地に沿って千葉大学正門まで歩くことになっている。その理由は，大学の構内には歩道が存在しておらず，児童の安全を考慮したためである。

## 学区
- 千葉市内の広域より、児童が通学しているが、通学時間1時間以内という入学のための条件があり、千葉市内全域が学区対象では無い。
- 中央区 - 全域
- 美浜区 - 全域
- 稲毛区 - 全域
- 花見川区 - 一部
- 若葉区 - 一部
- 緑区 - 一部

- 児童は、各地域事に「通学グループ」という小規模の集まりに編成されている。年に数回そのグループごとに集まり、登下校の安全やマナー向上の指導が行われる。

## 著名な出身者

### 教職員
- 手塚岸衛 - 教育者 ＜千葉師範学校附属小学校時代＞
- 野口芳宏 - 教育者、植草学園大学発達教育学部名誉教授、日本教育技術学会理事名誉会長、日本言語技術教育学会理事副会長、日本教育再生機構代表委員、千葉県教育委員会委員長職務代理者
- 橋本光明 - 教育者、信州大学名誉教授、長野県信濃美術館・東山魁夷館館長、信州大学教育学部特任教授
- 上杉賢士 - 教育者、日本PBL研究所理事長、学校法人いいづな学園学校長、日本生徒指導学会副会長、千葉大学教育学部附属教育実践総合センター教授

### 卒業生
- 志位和夫 - 政治家 （衆議院議員、日本共産党中央委員会議長、元中央委員会幹部会委員長）
- 臼井日出男 - 政治家 （元衆議院議員、自由民主党）
- 小幡績 - 経済学者、慶應義塾大学大学院経営管理研究科准教授
- 青柳隆志 - 日本文学者、東京成徳大学人文学部教授、声優 （ディズニーキャラクター、ミッキーマウスの専属声優）
- 高橋治男 - フランス文学者、中央大学法学部教授
- 落合英二 - 薬学者、元東京帝国大学医学部薬学科教授、東京大学名誉教授、元日本薬学会会頭、元日本学士院会員 ＜千葉師範学校附属小学校時代＞
- 奈良希愛 - ピアニスト
- 弘田龍太郎 - 作曲家 ＜千葉師範学校附属小学校時代＞
- 増山麗奈 - 画家、パフォーマー、作家、市民活動家、ジャーナリスト、映画監督。
- 小川哲 - SF作家
- 彩瀬まる - 小説家

## その他
現在閉鎖されている校庭にある通用門は、嘗て学園紛争が激化していた昭和40年代に、学内の学園紛争のエスカレートにより、本校児童に対して危険が生じた時の有事用に昭和44年に設置されたものである。(現在は校外学習等で大型バスを使うときに、この通用門付近にバスを停めてこの通用門で出入りしてバスに乗車している。なお更に大学の西門が使用できない場合も使用)